# 蚊母草
蚊母草（学名：Veronica peregrina）为車前草科婆婆纳属下的一个种。

## 扩展阅读
- 維基物種上的相關：蚊母草